# Херсонесский колокол
Херсонесский колокол — памятник истории города Севастополя, расположенный на территории Херсонеса.

## История колокола
Херсонесский колокол весит 351 пуд (5616 кг). По другим данным вес колокола — около 150 пудов (2450 кг).
На колоколе едва различима надпись вязью, текст сохранился не полностью:

«Сей колокол… вылит… Святого Николая Чудотворца в Таганро… из турецкой артиллерии весом… пудов 1778 года месяца августа… числа»

Табличка на одном из пилонов колокола сегодня гласит:

«Колокол отлит в Таганроге в 1778 году из турецких пушек, взятых в качестве трофея. На нём изображены покровители моряков — св. Николай и св. Фока. После Крымской войны был вывезен в Париж, где и находился до 1913 г. Во время непогоды использовался как сигнальный колокол.»

В 1803 году, по указу императора Александра I, колокол был отправлен в Севастополь и предназначался для строящейся церкви Святого Николая. После Крымской войны 1853—1856 годов союзные войска Англии и Франции вывезли колокол из Севастополя в числе трофеев.

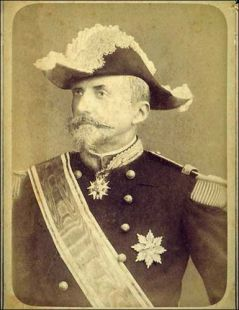
Луи Антуан Ге

В 1913 году русский колокол был обнаружен висящим в знаменитом соборе Парижской Богоматери, причём, похоже, уже никто не помнил, как он там оказался. Об этом стало известно французскому вице-консулу в Севастополе Л. А. Ге, который предложил вернуть колокол. Приближалась первая мировая война, Франция была кровно заинтересована в укреплении союза с Россией, и 23 ноября (6 декабря) «колокол-пленник» прибыл в Севастополь и был поднят на звонницу Херсонесского монастыря (не сохранилась, находилась рядом с Владимирским собором). В письме к Л. А. Ге президент Франции Р. Пуанкаре написал, что он возвращает колокол России в «знак союза и дружбы». Русское правительство в свою очередь наградило французского консула орденом св. Владимира 4-й степени.
Возвращение колокола состоялось 23 ноября 1913 года при большом стечении народа и сопровождалось торжественным Крестным ходом.
В деле о возвращении колокола из Франции имеется его подробное описание, где говорится, что колокол «имеет изображения: на одной стороне — св. Николая, а на другой — неизвестного святого, стоящего на луне». Также в этих документах приводится текст надписи на колоколе, который уже в то время был частично утрачен: «Сей колокол… вылит… святого Николая Чудотворца в Таганро (в Таганроге). Из турецкой артиллерии весом… пуд 1776 года месяца августа… числа».
Не все исследователи согласны с романтической историей происхождения колокола. Согласно архивным данным, он был отлит примерно в 1890 году, незадолго перед завершением строительства собора. В 1896 году в Церковных ведомостях вышла статья о доставке колокола из Москвы. Своё место на берегу моря он занял в 1925 году, когда монастырские здания и собор превратились в служебные и выставочные помещения созданного в том же году музея, а колокол был превращён в звуковой маяк. После Великой Отечественной войны, когда гражданские суда начали массово оснащать радиолокаторами, маячные обязанности с Херсонесского колокола были сняты, и он превратился в ещё один памятник истории города Севастополя.

## Современное состояние колокола
В 1960-х годах колокол лишили языка. Вновь он смог зазвучать лишь 5 мая 2002 года, во время первой Пасхальной службы в восстановленном Владимирском соборе. В конце 2000-х язык колокола был заперт замком, чтобы туристы не звонили колоколом. Также на одном из пилонов находится табличка с просьбой не бросать камни в колокол.

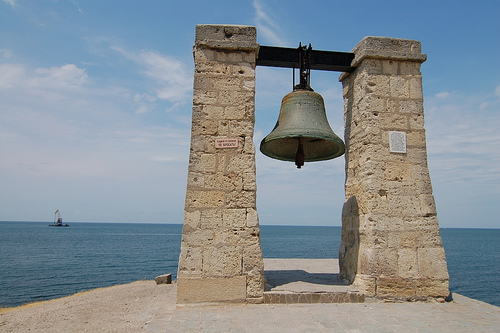
Херсонесский колокол, вид на море
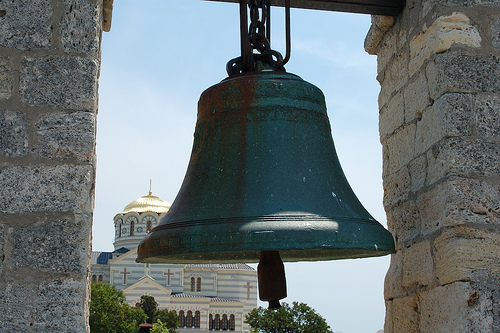
Херсонесский колокол, вид на Владимирский собор
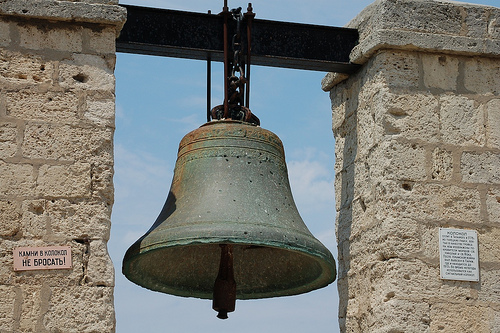
Херсонесский колокол
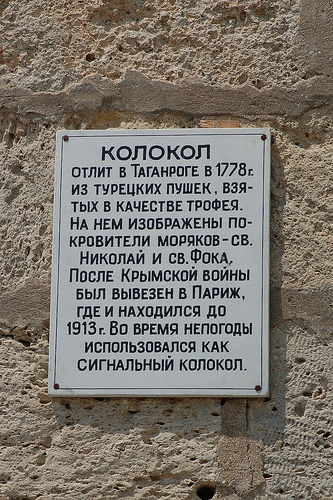
Херсонесский колокол
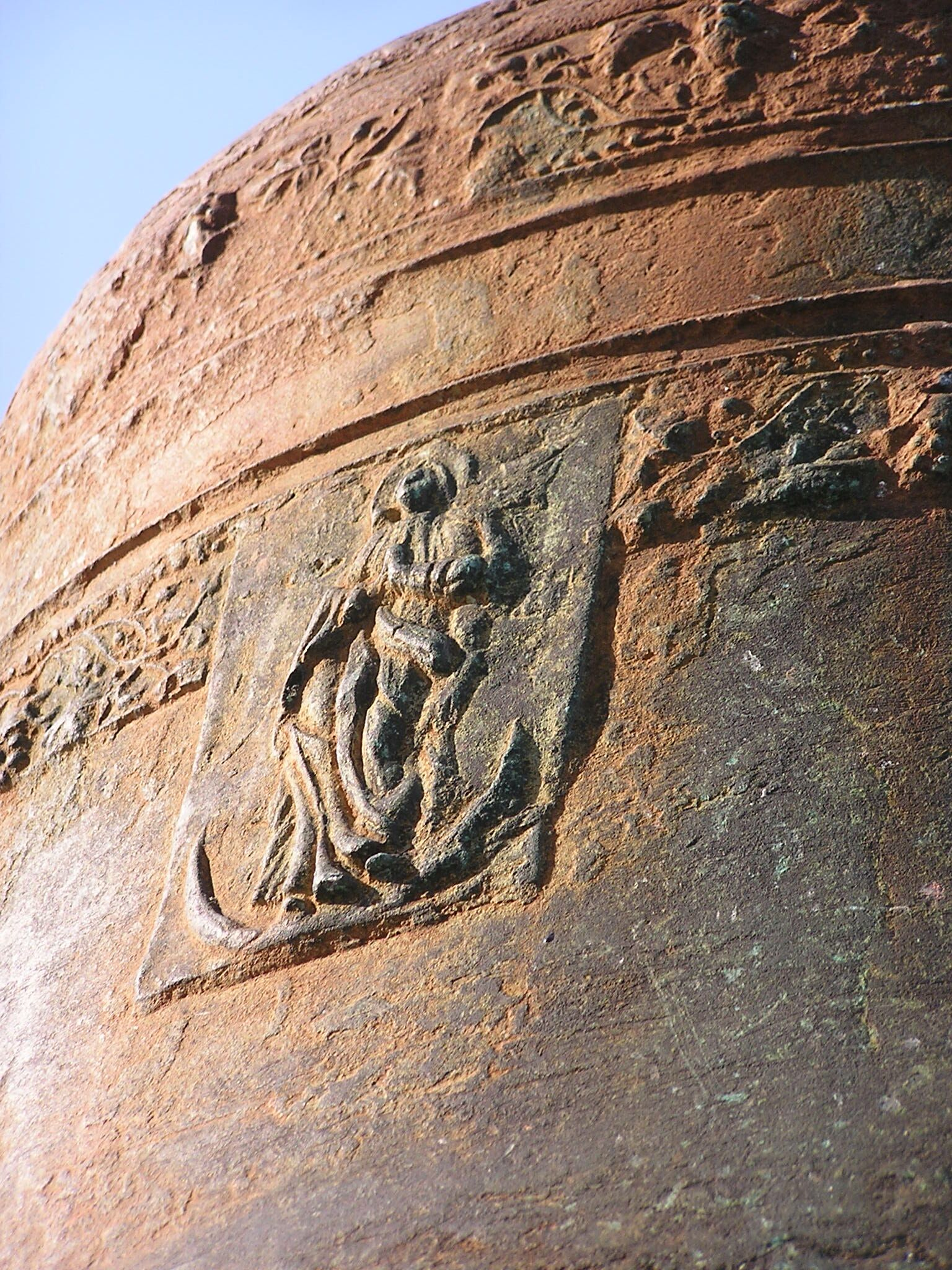
Херсонесский колокол
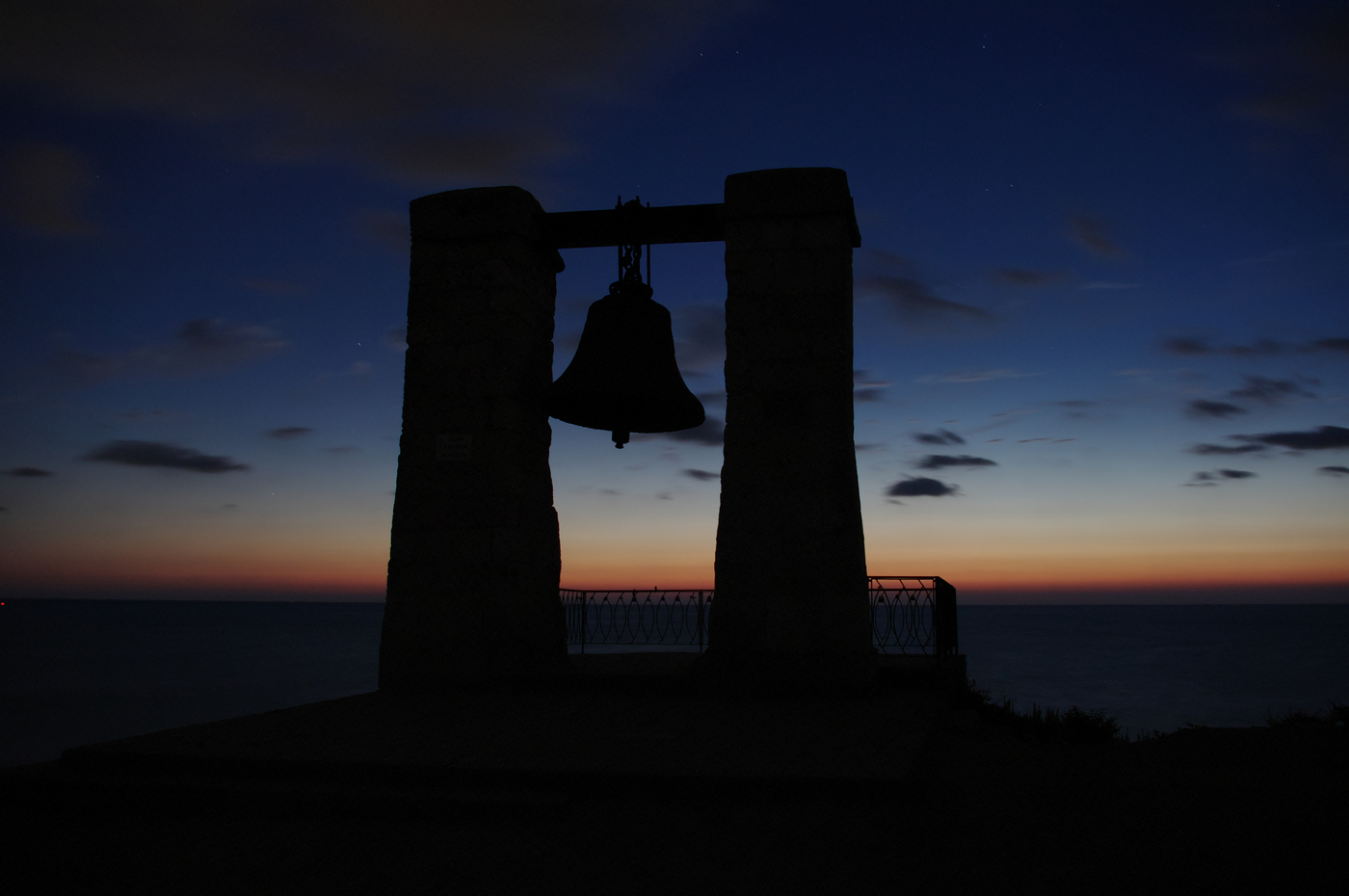
Колокол в Херсонесе на фоне заката

## В современной культуре
- В 1975 году Херсонесский колокол снимался в эпизоде фильма «Приключения Буратино» (момент прибытия главных героев на Поле чудес страны Дураков)[10]. В фильме у колокола имеется язык.
- В 2015 году изображение Херсонесского колокола было размещено на одном из барельефов, украшающих гранитные тумбы мемориального комплекса «Город воинской славы» в Таганроге[11].
- В октябре 2017 года в РФ введена купюра с номиналом в 200 рублей, где среди прочих есть изображение Херсонесского колокола.

## Копия колокола
В 2015 году по инициативе таганрогской компании «Лемакс» для изготовления точной копии колокола группа специалистов выехала в Херсонес, где произвела обмеры и копирование поверхностей колокола для изготовления литейной модели. Также были взяты образцы бронзы для химического анализа. Летом 2016 года копия колокола должна была прибыть в Таганрог.
Передача колокола Таганрогу состоялась 11 июня 2016 года в рамках празднования общецерковного прославления святого праведного Павла Таганрогского. Колокол освятил митрополит Ростовский и Новочеркасский Меркурий.